# Afstandsgetrouwe cilinderprojectie
De afstandsgetrouwe of equidistante cilinderprojectie of meridiaangetrouwe cilinderprojectie, is een kaartprojectie die leidt tot een kaart met een patroon van rechthoeken, waarin meridianen de verticale lijnen weergeven en de parallellen de horizontale lijnen. Het is dus een cilinderprojectie. De schaal is langs de meridianen overal gelijk, dus gaat het om een afstandsgetrouwe projectie.
Een bijzonder geval is de vierkante platkaart of kwadratische platkaart (Frans: plate carrée), met een graadnet van vierkanten. Deze kaartprojectie heeft dus lengte- en breedtegraden als cartesische coördinaten. De oostwest- en noordzuidschaal zijn op de evenaar hetzelfde.
In andere gevallen, met een rechthoekig graadnet, zijn de oostwest- en noordzuidschaal gelijk bij een bepaalde breedtegraad.
De sinusoïdeprojectie is een variatie op de cilindrische kaartprojectie, die op de afstandsgetrouwe cilinderprojectie.

## Geschiedenis
Marinus van Tyrus vervaardigde of bedacht ten minste omstreeks het jaar 100 voor zover bekend de eerste kaart op basis van deze projectie. Dit soort kaarten werden sindsdien, mede dankzij de eenvoudige constructie, veel gebruikt, vooral in de zeevaart. De mercatorprojectie werd pas veel later aan het einde van de 16e eeuw uitgevonden. Routes met een constante kompaskoers zijn daarop rechte lijnen.
Een lijn met een constante kompaskoers over het aardoppervlak heet een loxodroom.